# Ni Capricorni
Ni Capricorni (Alshat, ν Cap) – gwiazda w gwiazdozbiorze Koziorożca o wielkości gwiazdowej 4,76m. Znajduje się około 253 lata świetlne od Słońca.

## Nazwa
Gwiazda nosi tradycyjną nazwę Alshat, która wywodzi się od arabskiego ‏الشاة‎ aš-šāt, co oznacza „owcę”, która ma zostać zabita przez „rzeźnika”, którym jest pobliski Dabih. Międzynarodowa Unia Astronomiczna w 2017 roku oficjalnie zatwierdziła użycie nazwy Alshat dla określenia tej gwiazdy.

## Charakterystyka
Ni Capricorni to biało-niebieska gwiazda ciągu głównego, należąca do typu widmowego B9,5. Była dawniej klasyfikowana jako podolbrzym. Ma temperaturę 10 240 K i jasność 79 razy większą niż jasność Słońca. Ma masę 2,7 razy większą niż masa Słońca i promień 2,8 razy większy niż promień Słońca. Jest obecnie w drugiej połowie swojego życia na ciągu głównym, trwającego 500 milionów lat okresu syntezy wodoru w hel w jądrze. Zakończy życie odrzuciwszy otoczkę, jako biały karzeł o masie około 70% M☉. Obraca się wokół osi wolno jak na gwiazdę tego typu, wykonując pełny obrót w czasie poniżej 6,9 doby, ale jej widmo nie jest chemicznie osobliwe.
Gwiazda ma towarzysza, który charakteryzuje się bardzo podobnym ruchem własnym. Jest to gwiazda o wielkości obserwowanej 11,8m, odległa o 53,2 sekundy kątowej (pomiar z 2012 roku). W 1877 roku odległość między gwiazdami była równa 55,4″, co może wskazywać, że zbieżność ruchu jest przypadkowa. Jeżeli jednak są one związane grawitacyjnie, to słabszy towarzysz jest pomarańczowym karłem typu widmowego K5, oddalonym o co najmniej 4000 au od jaśniejszej gwiazdy, a okrążenie wspólnego środka masy zajmuje gwiazdom ponad 140 tysięcy lat.